# Sveti Polikarp
Sveti Polikarp (grč. Πολύκαρπος, Polycarpus; Smirna, 69. – Smirna, 155.) bio je smiranski biskup, crkveni otac i svetac.

## Životopis
U Smirni, u Maloj Aziji, neka udovica otkupila je kao roba dječaka Polikarpa te ga posinila. Kasnije je Polikarpa biskup Bukol zaredio za svećenika. Nakon biskupove smrti izabran je za njegova nasljednika. Smatra se da ga je apostol Ivan 96. godine posvetio za biskupa Smirne.
Sa 62 godine odlazi u Rim papi Anicetu kako bi razriješio problem oko datuma slavlja Uskrsa. Nakon toga vraća se u Smirnu. Kada je Ignacije Antiohijski vođen u Rim na mučenje posjetio je Polikarpa te mu kasnije uputio i dvije poslanice.
Bio je protivnik Marcionova nauka te je, prema Ireneju, kada ga je upitao poznaje li ga odgovorio: „Poznam prvorođenca sotonina”.
Nakon što je krenuo progon kršćana, Polikarp je odlučio ostati u gradu. Na nagovor svojih učenika odlazi izvan grada. Pobjegavši u drugo mjesto, progonitelji su uhvatili dva dječaka te jednoga od njih tukli dok nije otkrio biskupovo prebivalište.
Na Veliku subotu odveli su ga u gradski amfiteatar. Zatim su ga dali spaliti u amfiteatru. Nakon što nisu uspjeli, proboli su ga mačem te mu tijelo dali spaliti.
Prema Djelima mučeništva umro je 23. veljače, u dva sata poslije podne.
Njegov učenik bio je Irenej Lionski. Napisao je više poslanica, od kojih se sačuvala jedino poslanice Filipljanima.

## Štovanje
Spomendan mu je prije reforme liturgijskog kalendara bio 26. siječnja, a danas je 23. veljače.

### Knjige
- Iveković, Francisko. 1892. Životi svetaca i svetica Božjih: Siječanj, veljača, ožujak. Dijel 1. 2. izdanje. Hrvatsko katoličko tiskovno društvo. Zagreb.
- Lach, Maksimilijan. 1939. Životi svetaca za svaki dan u siječnju. 1. Hrvatsko književno društvo sv. Jeronima u Zagrebu. Zagreb.
- Blazović, Augustin. 1966. Sveci u crikevnom ljetu. I. dio. Beč

### Članci
- Bock, Ivan Petar. 1927. Sveti Polikarpo. Obnovljeni Život. Filozofsko-teološki institut Družbe Isusove. Zagreb. 8 (5): 265–277

## Vanjske poveznice
Ostali projekti
|  | Zajednički poslužitelj ima još gradiva o temi Sveti Polikarp |